# Ptychosperma lineare
Ptychosperma lineare là loài thực vật có hoa thuộc họ Arecaceae. Loài này được (Burret) Burret miêu tả khoa học đầu tiên năm 1935.